# Elemental: Fallen Enchantress
Elemental: Fallen Enchantress est un jeu vidéo 4X et de stratégie au tour par tour développé et édité par Stardock, sorti en 2012 sur Windows.
Il fait suite à Elemental: War of Magic.

## Accueil
| Elemental: Fallen Enchantress |      |       |
| Média                         | Pays | Notes |
| Gamekult                      | FR   | 6/10  |
| GameSpot                      | US   | 8/10  |
| Jeuxvideo.com                 | FR   | 14/20 |